# Flaksjö
Flaksjö, även Flagsjö, är en sjö i Mölndals kommun i norra Halland (Lindome socken) och ingår i Kungsbackaåns huvudavrinningsområde. Flaksjö ligger i Sandsjöbacka Natura 2000-område och skyddas av fågeldirektivet..

## Beskrivning och namn
Sjöns utlopp ligger i norr, vid Humlekärr. Där rinner den via mossar så småningom ut i Flabäcken som i sin tur mynnar i Sagsjö och senare släpper sitt vatten i Lindomeån. Gränsen mellan Lindome och Kållereds socknar löper genom sjön. Den gränsen fortsätter längs med Flabäcken, som fram till 1600-talet länge var gräns mellan Danmark (Lindomesidan) och Sverige (Kålleredssidan). Därmed är sjön belägen i ett gränsområde mellan de båda dialekterna halländska och västgötska, och sjön har också lokalt varit känd både som Flaksjö och Flagsjö. Numera verkar de svenska kartmyndigheterna bestämt sig för den "västgötska" k-stavningen.
Sjön ligger i en sänka bland mossar. I Humlekärr i nordöst finns brygga och ett mindre badställe. Vintertid har sjöns sydände länge varit använd för skridskoåkande barn från området.

## Bilder

Flaksjö
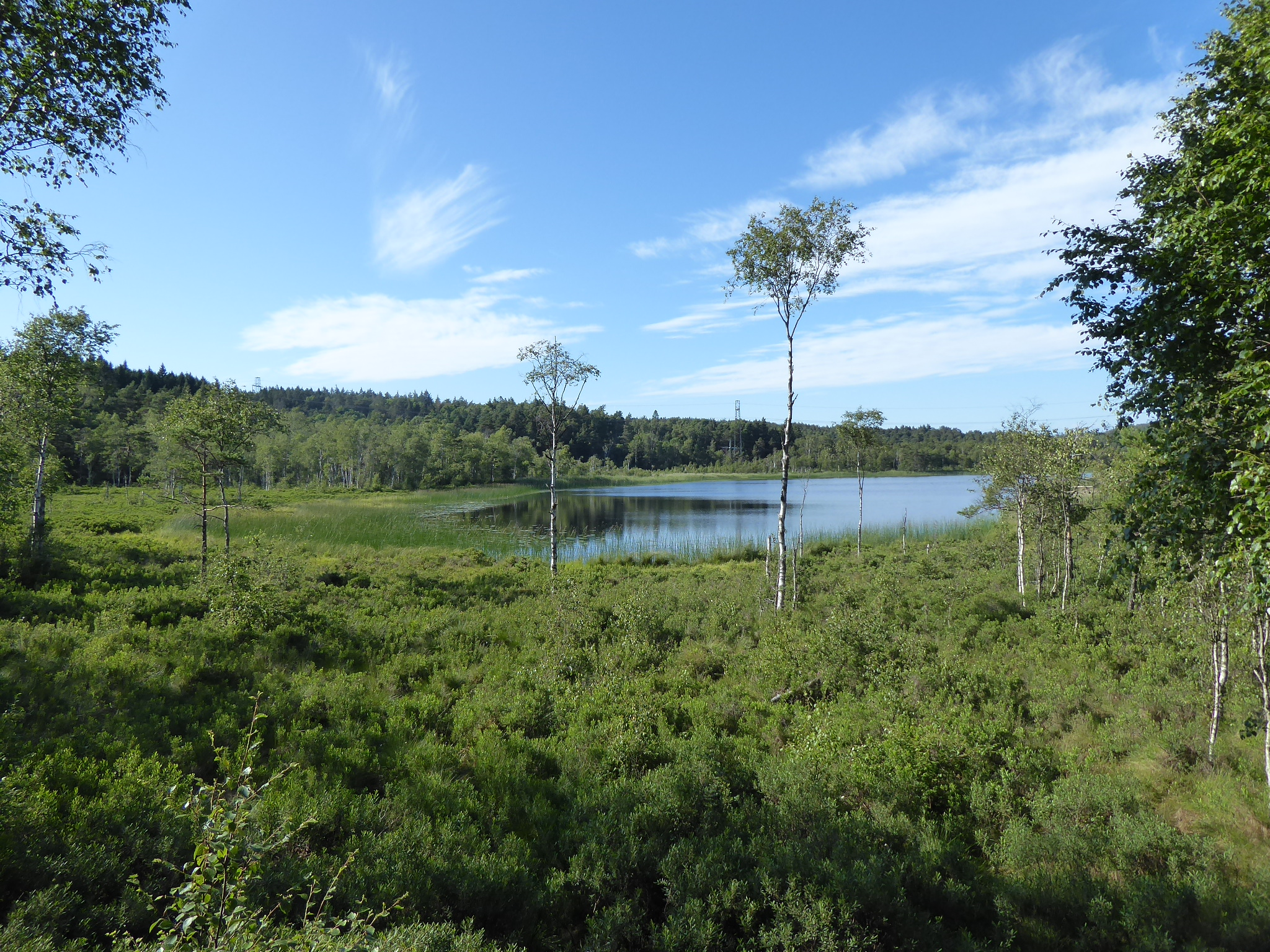
Flaksjö från fågeltornet i sydöst den 8 juli 2023
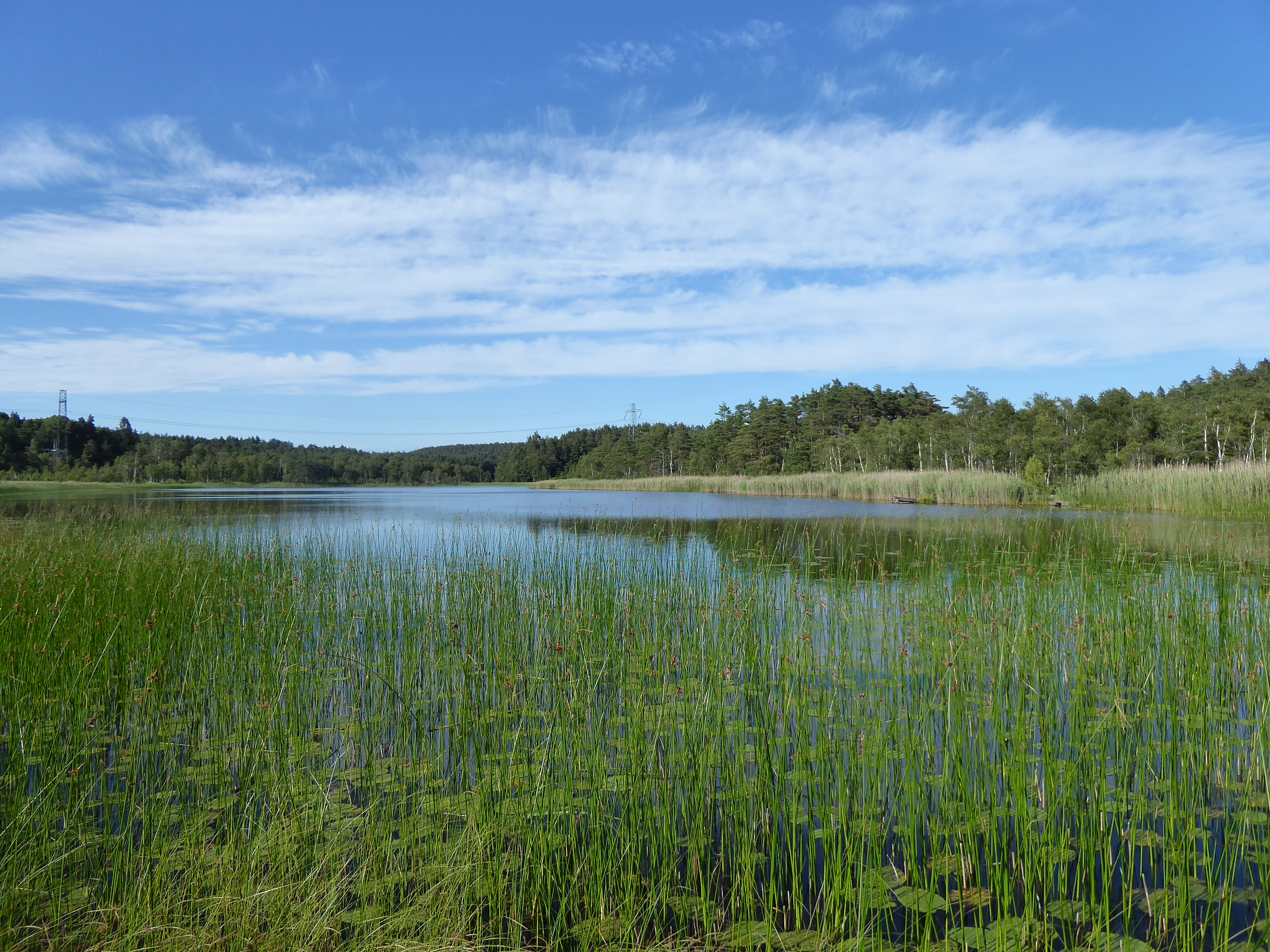
Flaksjö från söder den 8 juli 2023